# Un invité gênant
Un invité gênant est un court métrage muet français réalisé par Henri Desfontaines sorti en 1910.

## Fiche technique
- Réalisation et scénario : Henri Desfontaines
- Société de production :  Société générale des cinématographes Éclipse
- Pays : France
- Format : Muet - Noir et blanc - 1,33:1 - 35 mm
- Genre : Comédie
- Durée : inconnue
- Date de sortie : 
  -  France - 1910